# Fuente bíblica
Una fuente bíblica es cualquiera de las fuentes escritas u orales que constituyeron la compilación conocida como Biblia, texto sagrado para judaísmo y cristianismo y su fuente teológica principal.

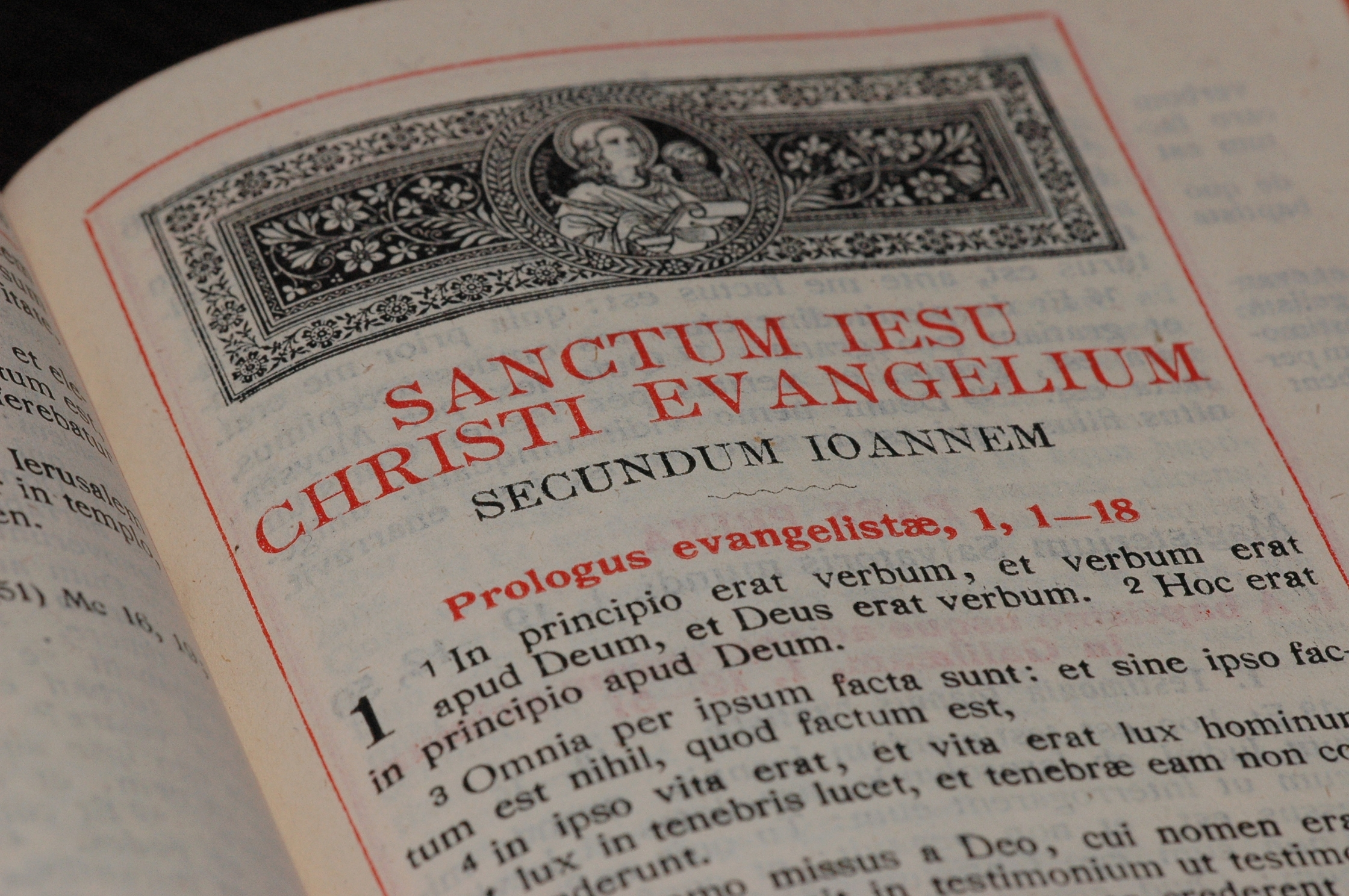
Primeros versículos del Evangelio de San Juan, en la Vulgata Clementina.

## Interpretación fundamentalista o liberal
Según la interpretación más fundamentalista, la única posibilidad de hablar de una fuente bíblica sería referirse a Dios, inspirador literal de todo cuanto en la Biblia se dice. Los escritores humanos no serían más que instrumentos inspirados por Dios que no podrían añadir nada, ya que el mensaje divino debería llegar puro e íntegro a los demás hombres con el fin de su salvación. La versión protestante es más literal que la católica, pues el Sola Scriptura de Lutero ponía el acento en la Biblia leída sin intermediarios por el cristiano. Para el catolicismo, la tradición y la interpretación de ambas por el magisterio de la Iglesia se añaden a los libros sagrados.
La interpretación liberal, incluso dentro de los creyentes, diferencian revelación de escritura, considerando que aunque la revelación sea divina, la escritura es un testimonio humano, y por tanto sujeto a crítica.

## La autoría

### Moisés
La autoría de Moisés fue durante mucho tiempo la atribución tradicional de los primeros libros de la Biblia, el Pentateuco o la Torá hebrea, pero desde las primeras lecturas críticas (particularmente E. Witter en 1711, posteriormente sistematizado por J. Wellhausen) se abandonó esa posibilidad.

### Las cuatro fuentes del Antiguo Testamento
El Antiguo Testamento es anónimo en su mayor parte, y fruto de una secuencia de contribuciones de varios autores a lo largo de periodos de tiempo muy prolongados, incluso para cada uno de los libros que lo componen. La escriturística o ciencia bíblica ha identificado varias fuentes mediante crítica documental (ver fuente documental). Para el Pentateuco, en orden cronológico son:
1. la fuente J o yahvista (por usar el nombre de YHWH, transliterado como Jehová o Yahveh para Dios), esta fuente provendría del Reino del Sur y se localizaría alrededor del año 850 a.c.. Habría contribuido en los episodios en que Dios se manifiesta en conversaciones amistosas, en términos humanos y familiares, habla con Caín, Noé, el huésped de Abraham y sería el redactor de la Creación del capítulo segundo del Génesis.[1]
2. la fuente E o elohísta (por usar Elohim), del Reino del Norte, anterior al 721 a.c.. Aportaría los episodios en que Dios se manifiesta en sueños y visiones, como la zarza o la historia de José. Su estilo es más sobrio.[1]

J y E escribirían buena parte de Génesis, Números, y Levítico.
1. la fuente D o deuteronómica (con estilo y vocabulario distintivos), localizable en Jerusalén en torno al año 621 a.c., durante la reforma de Josías. Estilo directo y cordial. Aportaría los libros del Deuteronomio, Josué, Jueces, Samuel y Reyes.[1]
2. y la fuente P (del inglés priestly o del alemán priestercodex sacerdotal) proporcionó instrucciones rituales muy detalladas (ritos, sacrificios, leyes, prohibiciones, papel del shabat, genealogías). Localizable en la cautividad de Babilonia, siglo VI a. C., en la escuela sacerdotal de Ezequiel. Aportaría todo el Levítico, la mayoría de Números, la mitad de Éxodo y parte de Génesis, especialmente el episodio de la Creación de su capítulo primero.[1]

(Mencionadas en el libro ¿Quién escribió la Biblia? - ver Bibliografía).
Otras fuentes son fragmentos poéticos de la primitiva literatura hebrea conocidos con el nombre del Libro de Yahveh y el Libro de Yashar.